# Radiotelevisión Española
A Radiotelevisión Española a Spanyol Királyság országos közszolgálati rádió és televíziós társasága. Három televíziós és hat rádióadót üzemeltet. A TVE Internacional nemzetközi csatorna Magyarországon is fogható a kábelhálózatokban, míg rádióadásait a világhálón keresztül lehet elérni, illetve a tévé és rádióadások műholdról Európában közvetlenül, kódolatlanul vehetők.
Az intézmény jelenlegi formáját az 1973-ban kezdődött átalakítások során nyerte el. A Társaság működését a 2006. június 11-i, a Rádió- és Televízióról szóló Törvény szabályozza. Az RTVE alapjában véve két autonóm entitást fog össze, ez a Radio Nacional de España (RNE) és Televisión Española (TVE).

## Története

### Radio Nacional de España
A Radio Nacional de España (röviden: RNE, magyarul: Spanyolország Nemzeti Rádiója) megalakulására a Spanyol Polgárháború alatt, Salamancában került sor, a Sajtó- és Propagandaügyi Állami Küldöttség szervezésében. A stúdiókat a salamancai Anaya palotában rendezték be, mely a Sajtó- és Propagandaügyi Hivatal székhelye volt. Az első, 20 kW teljesítményű, Telefunken gyártmányú adó a náci Németország ajándéka volt az újonnan kialakuló Franco-rezsimnek. Korán felismerik a rádiózásban rejlő lehetőségeket, melyeket hatásosan alkalmaztak propagandacélokra. 1937. június 14-étől az RNE a nacionalista hatalmak központi szócsövévé vált.
A második világháború alatt a rádió szorosan együttműködött a tengelyhatalmakkal, és rendszeresen beszámolt a háborús eseményekről, mely híreknek forrása a német és olasz fasiszta rádiók voltak.
A háború utáni időszakban, a Franco-diktatúra alatt a rádió a rezsim egyik legfőbb propagandaeszközévé vált. Franco 1939. október 6-án meghozott rendelete értelmében a rádió Spanyolország egyetlen hivatalos hírforrásává válik, és a magán rádiós állomásokat erősen cenzúrázzák. Így – jobb híján – a magántársaságoknak szorosra kellett fűzni a kapcsolatot az RNE-vel, ahonnan a híreket beszerezhették. Ez gyakorlatilag azt jelentette, hogy a hivatalos híreken kívül nem volt lehetőség a hírek más forrásból való beszerzésére.
Ezt a helyzetet kívánta feloldani több külföldi szervezet. A BBC spanyol nyelvű adása, a Radio France nemzetközi adása egyaránt hírekkel látta el Spanyolországot, és hasonló célból jött létre a Spanyol Kommunista Párt által üzemeltetett Radio España Independiente
(magyarul: független spanyol rádió, közismertebb nevén: La Pirenaica), melyet Moszkvából sugároztak.
1945-re kapja meg végleges, központi antennáját, egy 40 kW-os rövidhullámú adót, melyet a Madrid tartománybeli Arganda del Rey-en építenek fel. Ez a korszakhoz képest egy kiemelkedően nagy teljesítményű adó volt, melyet tengerentúli sugárzásra is felhasználtak.
1955-ben az RNE az EBU-UER tagja lesz. Az ötvenes-hatvanas évek fordulóján az RNE nagy technikai fejlődésen megy át: megkezdődik az FM rendszerű sugárzás, és a sztereó adások is megjelennek. 1956. október 28-án megkezdődik a televíziós műsorok sugárzása.
1964-ben megkezdődik az RNE első nagy átszervezése. Megkezdődik egy középhullámú, az egész országot lefedő adóhálózat kiépítése, 250-500 kW-os teljesítményű adókkal. Ezzel egész Európa jó részét is elérhették. A középhullámú adókhoz hasonlóan elkezdődik egy FM adóhálózat kiépítése is, melyeken jó minőségű sztereó műsorokat sugároznak országszerte. 1971-ben egy új adóközpontot létesítenek, melyet elsősorban a nemzetközi adások közvetítésére használnak. A nemzetközi részleg 1975-ben nagyfokú átalakításon ment keresztül.
Franco halála után megváltozott Spanyolország, és vele együtt az RNE is. 1977. október 25-én megszűnt a Franco által hozott hírforrás-rendelet, így a magán rádióadók már szabadon szerezhették be híreiket. A Franco-rezsim alatt több félhivatalos rádióállomás is működött, melyek 1981-ben szövetségre léptek, Radio Cadena Española néven, majd 1989-ben egyesültek az RNE-vel.

### Televisión Española
Az első kísérleti televíziós közvetítésre 1948-ban került sor, amikor a barcelonai Palau Montjuic-ben a Philips Ibérica egy felvevőgépről harminc méterre lévő kijelzőre juttat el képet. Ezt több évi kísérletezés követte, mígnem 1954-ben sor kerülhetett az (akkor még nem Real) Madrid és a santanderi Racing közötti mérkőzés közvetítésére. Ekkor még csak a Franco-rezsim leginkább kiváltságos fővezetői rendelkeztek televíziókészülékkel. A kísérletek tovább folytatódnak, mígnem 1956. október 28-án megindulhat a rendszeres televíziós műsorszórás.
A szalagos rögzítési technológia megérkezte előtt minden adást élőben közvetítettek, és az 1963-as áttörést követően már korábban felvett műsorokat is le lehetett adni. 1964-ben adták át a madridi Prado del Reyben létesített stúdiókat. A TVE második adása, a TVE-2 1966. november 15-én kezdte meg a műsorszórást. Ez a fejlődés gyorsabb volt, mint sok más európai országé, és a televíziózás így a Franco-rezsim modernizálásának jelképévé válik.
Az 1978-as alkotmány elfogadásáig a TVE státusa tisztázatlan. Ezen változtat az alkotmány 20. cikke, mely a „továbbítás bármilyen módján keresztül történő, valóságos információk közlésére és fogadására” való jogot védelmezi.
1990-ben szűnt meg a TVE monopóliuma, és megjelentek a magán televíziós csatornák is, így az elsők között az Antena 3, a Telecinco és a Canal+. Az RTVE a műholdas televíziózás éllovasa kívánt lenni, így 1994-ben nagy szerepet vállalt a Cotelsat nevű műhold megalkotásában. A digitális televíziózás indulásával az RTVE új csatornákat indított.

## Törvényi kötelezettségei
A 17/2006-os állami rádiós és televíziós műsorszolgáltatásról szóló törvény (Ley 17/2006, de 5 de junio, de la radio y la televisión de titularidad estatal.) az alábbi feltételeket szabja meg:
- 1. Az ismeretterjesztés elősegítése, az alkotmányos elvek és polgári értékek terjesztése
- 2. A hírek sokszínűségének, ténylegességének és objektivitásának garantálása
- 3. Demokratikus viták és a vélemények sokszínűségének érvényesítése
- 4. Spanyolország nyelvi és kulturális sokszínűségének bemutatása
- 5. Hozzáférést kell biztosítani a legkülönbözőbb műsorokhoz, amelyek a társadalom azon rétegeit is lefedik, akiket más médiumok nem mutatnak be.
- 6. Műsorszolgáltatásának célja a lehető legszélesebb közönség elérése, maximális földrajzi és társadalmi lefedettséggel azért, hogy minőséget, sokszínűséget és innovációt sugározzanak.

## Televíziós csatornák

### Spanyolországban működő csatornák
| Logo | Csatorna neve                          | Csatorna elindulása  | Képernyőfelbontás                |
| ---- | -------------------------------------- | -------------------- | -------------------------------- |
|      | La 1 Általános tematikájú, főcsatorna. | 1956. október 26.    | HD elérhető UHD felbontásban is. |
|      | La 2 Kulturális csatorna               | 1966. november 15.   | HD                               |
|      | 24 Horas Hírcsatorna.                  | 1997. szeptember 15. | HD                               |
|      | Clan Gyermekcsatorna.                  | 2005. december 12.   | HD                               |
|      | Teledeporte Sportcsatorna.             | 1994. február 12.    | HD                               |

### Külföldön sugárzó csatornák
| Logo | Csatorna neve                                       | Csatorna indulása    | Képernyő felbontás              |
| ---- | --------------------------------------------------- | -------------------- | ------------------------------- |
|      | TVE Internacional Általános tematikájú, főcsatorna. | 1990. december 1.    | SD elérhető HD felbontásban is. |
|      | 24 Horas Hírcsatorna.                               | 1997. szeptember 15. | SD                              |
|      | Star TVE HD Szórakoztató csatorna.                  | 2016. január 18.     | HD                              |

## Rádiós műsorok

### Spanyolországban működő rádiók
| Logo | Rádió neve                                          | Rádió indulása     |
| ---- | --------------------------------------------------- | ------------------ |
|      | Radio Nacional de España Általános tematikájú.      | 1937. január 19.   |
|      | Radio Clásica Klasszikus zenei rádió.               | 1965. november 22. |
|      | Radio 3 Kulturális rádió                            | 1979. július 1.    |
|      | Ràdio 4 Katalán nyelvű, általános tematikájú rádió. | 1976. december 13. |
|      | Radio 5 Hírrádió.                                   | 1989. január 1.    |

### Külföldön sugárzó rádiók
| Logo | Rádió neve                                     | Rádió indulása    |
| ---- | ---------------------------------------------- | ----------------- |
|      | Radio Exterior de España Általános tematikájú. | 1942. március 15. |

## RTVE Vezetése

### Igazgatótanács
Az RTVE élén az igazgatótanács áll (Consejo de Administración), amely az RTVE legfőbb döntéshozó testülete. Ők nevezik ki az RTVE ügyvezető igazgatóját. Az igazgatótanács 12 tagból áll: 8 tagot a Képviselőház, 4 tagot a Szenátus delegál. A delegálandó tagokat kétharmados többséggel szavazzák meg 6 évre szóló kinevezéssel, ami nem újítható meg. A Szenátusból két tag személyére az RTVE valamelyik szakszervezetének kell javaslatot tennie.

### Elnök
Az elnök személyét a Képviselőház szavazza meg és hívja vissza. Az elnök feladata a médium napi működésének ellenőrzése és az igazgatótanács által megfogalmazott irányelvek végrehajtatása.